# Psychotria bialata
Psychotria bialata är en måreväxtart som beskrevs av Charles Wright och August Heinrich Rudolf Grisebach. Psychotria bialata ingår i släktet Psychotria och familjen måreväxter. Inga underarter finns listade i Catalogue of Life.